# Franz Kerber
Franz Anton Josef Kerber (* 25. Februar 1901 in Freiburg im Breisgau; † zwischen April und 4. September 1945) war ein deutscher Volkswirt und nationalsozialistischer Politiker. Er war von 1933 bis 1945 Oberbürgermeister der Stadt Freiburg im Breisgau.

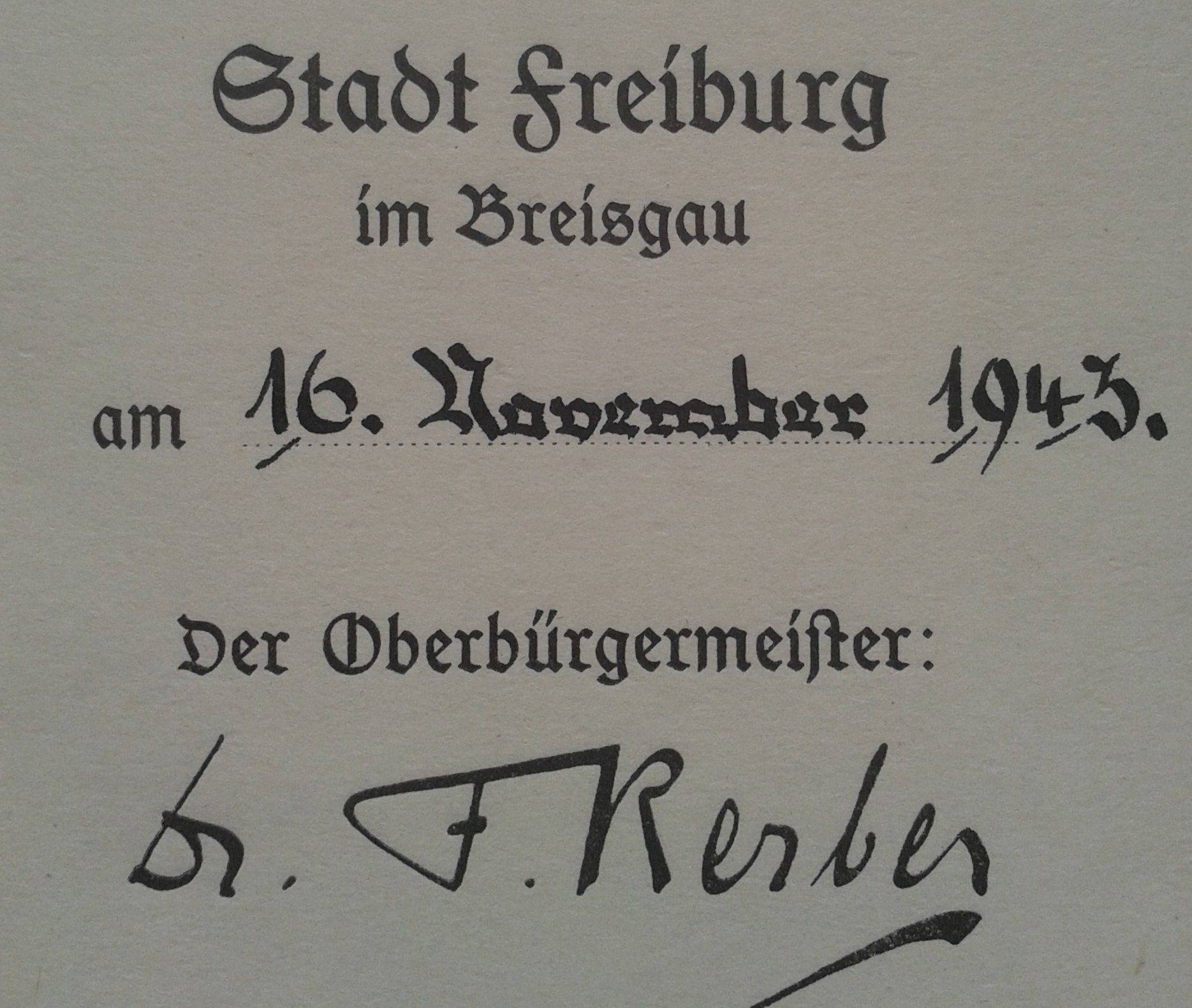
Unterschrift Franz Kerbers, 1943

## Leben
Franz Kerber hatte sich bereits früh im Freikorps Oberland betätigt.  Er studierte Volkswirtschaftslehre und schloss das Studium als Diplom-Volkswirt ab. 1925 promovierte er an der Universität Erlangen über die wirtschaftliche Lage des Weinbaus in Baden. Zum 1. November 1930 trat er in die NSDAP ein (Mitgliedsnummer 357.022), wurde 1932 Kreisleiter der NSDAP und Hauptschriftleiter der NSDAP-Zeitung Der Alemanne sowie Gau- und Reichsredner. In dieser Funktion startete er nach der Machtübernahme der NSDAP eine Hetzkampagne gegen die demokratischen Parteien und den amtierenden Oberbürgermeister Karl Bender. Dabei wurden Gegner der Nazis misshandelt und willkürlich in Konzentrationslager verschleppt. Es kam auch zu Toten. Bender trat am 9. April 1933 zurück. Kerber wurde am folgenden Tag zum Nachfolger von Bender ernannt. 1936 wurde er Gauamtsleiter für Kommunalpolitik in Baden. 1938 trat er in die SS (Mitgliedsnummer 309.080) ein, in der er 1941 zum SS-Obersturmbannführer befördert wurde. Von 1939 bis Juni 1943 diente er in der Wehrmacht.
Ab 1937 war Kerber zusätzlich Mitglied des Kolonialbeirates des Gauverbandes Baden des Reichskolonialbundes. Bereits seit 1935 war er Mitglied der Gesellschaft für Rassenhygiene. Seine Bestrebungen für die weit nach Frankreich hinein reichende Festlegung eines deutsch beherrschten Westraums zeigt sein Burgund-Buch von 1942, erschienen im irredentistischen Hünenburg-Verlag des Friedrich Spieser.

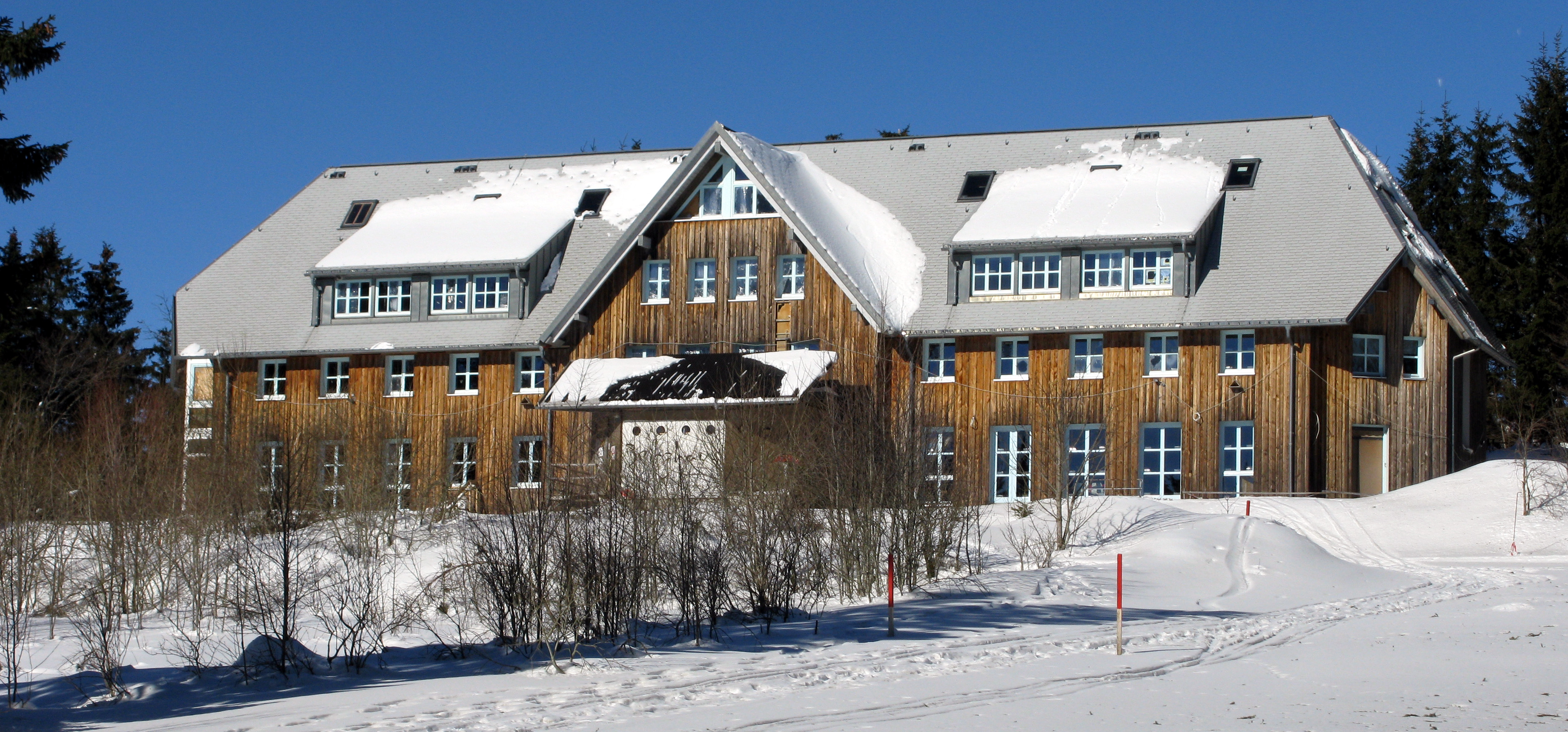
Das frühere Hotel Burggraf am Schauinsland (Aufnahme von 2015)

Im früheren Hotel Burggraf am Schauinsland hatte Kerber eine Ferienwohnung. Das Haus wurde nach Kriegsende bis 1952 von der französischen Kommandantur genutzt.
Kerbers Amtszeit endete mit der Besetzung Freiburgs durch französische Truppen im April 1945. Kerber wurde von der französischen Militärregierung interniert und am 4. September 1945 im Wald am Schauinsland bei der Holzschlägermatte erschossen aufgefunden. Die genauen Umstände seines Todes konnten bis 2020 nicht geklärt werden.